# Vic Willis
Victor Gazaway Willis (Condado de Cecil, Maryland, 12 de abril de 1876-Elkton, Maryland, 3 de agosto de 1947), más conocido como Vic Willis, fue un jugador profesional estadounidense de béisbol que se desempeñó en la posición de lanzador en las Grandes Ligas de Béisbol (MLB). Es miembro del Salón de la Fama del Béisbol.

## Carrera
Willis jugó como profesional ocho temporadas en Boston Beaneaters (1898-1905), después pasó a Pittsburgh Pirates (1906-1909), luego a St. Louis Cardinals, donde jugó una temporada (1910), y fue el equipo en el que se retiró.

## Reconocimiento
En 1995, ingresó como miembro al Salón de la Fama del Béisbol.